# Czarnoksiężnik z Północy
Czarnoksiężnik z Północy (ang. The Sorcerer in the North) – piąta książka z cyklu powieści fantasy Zwiadowcy, autorstwa australijskiego pisarza Johna Flanagana.

## Opis fabuły
Pięć lat minęło odkąd Skandia i Araluen sporządziły traktat pokojowy. Will w końcu został pełnoprawnym zwiadowcą z własnym lennem Seacliff do patrolowania. Lenno wydaje się sennie nudne, dopóki Lord Syron, pan zamku położonego daleko na północ, nie zachorował na tajemniczą chorobę. Wspólnie ze swoją przyjaciółką Alyss rozpoczyna przerażającą przygodę, sprawdzając, czy pogłoski o Czarnoksiężniku są prawdziwe, a także kto jest lojalny wobec Lorda Syrona. Podczas gdy Will walczy z rosnącą histerią, zdrajcami i przede wszystkim czasem, Alyss jest wzięta jako zakładnik, a Will jest zmuszony do desperackiego wyboru między swoją misją a przyjaciółką.